# Lomträsk
Lomträsk is een dorp binnen de Zweedse gemeente Överkalix. Lomträsk is gelegen aan een afslag van de Riksväg 98, aan het Lomträsket, een meer van 1000 x 400 meter.
Bestuurscentrum: Överkalix (tätort)
Tätort: Vännäsberget · Svartbyn · Tallvik
Småort: Alsån · Boheden · Gyljen · Hedensbyn · Jockfall · Lansjärv · Norra Tallvik · Nybyn
Overig: Grelsbyn · Kälvudden · Lomträsk · Räktjärv · Rödupp